# Зеолит (пољопривреда)
Зеолит је природни минерал који се користи у пољопривреди како за обогаћивање земљишта , тако и у сточарству као додатак храни или као посип у стајама(за неутралисање непријатних мириса).  

## Општи део
Зеолит спада у природне минерале, а настао је мешањем вулканске лаве подземним водама алкалног порекла. Његова структура је решеткаста, а кристали зеолита садрже микроелементе попут натријума, калцијума, магнезијума и калијума који су веома добри за здравље.
До сада су познате 194 врсте природних зеолита и сви они имају решеткасту кристалну структуру која заправо подсећа на пчелиње саће, који представљају молекуларно сито. 
Ови кристали зеолита праве лавиринт канала и пора различитог профила од чега заправо и зависи које је врсте зеолит.
Његова способност је та да у своју нано (милионски део милиметра) порозну молекуларну структуру привлачи као магнет и упија (односно размењује) позитивно наелектрисане катјоне и негативне анјоне.  На тај начин зеолит заправо апсорбује специфичне молекуле воде и гаса, размењује сопствене катјоне на бази јонске селективности.  Овим се успоставља основни процес активирања способности зеолита.  Зато не треба да чуди што зеолит заправно представља  природан еколошки лек против свих загађивача на планети.

## Распрострањеност
Највећа налазишта зеолита налазе се у Кини, Јужној Кореји, Јапану, Јордану, Турској и Словачкој, али је важно рећи да се значајна налазишта зеолита налазе и у нашој земљи. У Србији је заступљен зеолит типа клиноптилолит који своју основну примену проналази у пољопривреди, сточарству, рибарству итд. Међутим, и поред значајних налазишта квалитетних зеолита у Србији, он се веома мало експлоатише, а још мање користи. Последњих неколико година се о зеолиту интензивније говори, а интезивира се и његова примена у пољопривреди, сточарству, рибарству, индустрији, третману отпадних вода итд.

## Утицај на земљиште
Колико је зеолит добар за људски организам, исто тако је моћан када је реч о богаћењу земљишта у пољопривредне сврхе. 
Зеолит на земљиште утиче као мелиорант, одличан је када се користи за поправак структуре земљишта, код повећања приноса и квалитета гајених пољопривредних усева. Зеолит у земљишту заправо представља резервоар воде и хранљивих материја осносно спречава испирање хранљивих материја у дубље слојеве земљишта, регулише киселост земљишта и побољшава пх вредност. Такође побољшава исхрану биљака, развија коренов систем, употребом зеолита интензивира се раст и плодност, а  смањују се болести биљака. Уколико обогатите земљиште зеолитом, на тај начин јача се и имунитет биљака. Зеолит садржи неопходне елементе за развој: магнезијум, калијум и калцијум.

## Употреба у сточарству
Поред наведених позитивних ефеката зеолита на земљиште и усеве, он се такође користи и у сточарству као додатак храни или као посип у стајама (за неутралисање непријатних мириса). Сточној храни се може додавати превентивно, у мањим дозама, а у зависности од степена плеснивости крмног биља доза се у извесној мери може повећати. Позитивни ефекти зеолита у сточарству огледају се пре свега у повећању прираста, смањењу могућности појављивања контаминираних сточних производа, смањењу морталитета стоке итд.